# Marcelo Zalayeta
Marcelo Danubio Zalayeta (Montevideo, 6. prosinca 1978.) bivši je urugvajski nogometaš koji je igrao na poziciji napadača.

## Životopis
Marcelo započeo svoju karijeru s Danubiom, a zatim seli u Peñarol u Urugvaj, gdje je napravio svoje nogometno ime. On se je preselio u Juventus F.C. 1997, ali su smatrali da mladi obećavajući igrač u to vrijeme, treba otići na posudbu. On je proveo jednu sezonu na posudbi u Empoliju, dvije godine je igrao za Sevillu do 2001. U posljednju posudbu je proveo u Italiji u Perugiji, a kasnije se vratio natrag u Juventus F.C. Iako nije odigrao mnogo utakmica, do sada kad je igrao odigrao je solidno.
Nakon desetljeća s Juventusom, preselio se u SSC Napoli u ljeto 2007.